# 石川城
石川城（いしかわじょう）は、青森県弘前市にあった日本の城。 別名大仏ヶ鼻城。周辺の館とあわせて石川十三楯（大仏ヶ鼻城、岡館、猿楽館、月館、坊館、八幡館、寺館、高田館、茂兵衛殿館、寺山館、孫兵衛館、小山館、新館）と呼ばれ、この13の城館の総称として石川城といわれた。

## 歴史
津軽の曽我宗家である平賀の曽我道性により建武元年（1334年）に築城されたと伝わる。曽我氏はその後南部氏に制圧され、天文2年（1533年）石川高信が石川城を居城としていた。だが元亀2年（1571年）5月5日未明、大浦為信（後の津軽為信）の急襲を受けて落城、石川高信は自害した。その後石川城は津軽氏の所有となり、津軽家臣である板垣将兼が守った。慶長16年（1611年）、弘前城築城に際し、石川城は廃城となった。
現在は「大仏公園」として整備されている。

## キャラクター
弘前城で行われた天守の曳家工事を契機として、2016年（平成28年）に弘前市が地域おこしキャラクターのロボット「超城合体タメノブーンV」を制作。タメノブーンVを構成する5機の城ロボのうち、石川城は「イシー」にあたる。